# Saria (Koudougou)
Pour les articles homonymes, voir Saria.
Saria est une commune située dans le département de Koudougou de la province de Boulkiemdé dans la région du Centre-Ouest au Burkina Faso.

## Économie
L'économie de la ville profite également de la gare de Saria sur la ligne de chemin de fer reliant Ouagadougou à Abidjan.

## Éducation et santé
La commune accueille un centre de santé et de promotion sociale (CSPS).
Le village possède deux écoles primaires publiques (A et B) un Collège d'Enseignement Général (CEG).